# Haaniella
Haaniella  is een geslacht van insecten uit de orde Phasmatodea (wandelende takken).
Alle diersoorten uit dit geslacht zijn afkomstig uit Oost-Maleisië en planten zich geslachtelijk voort.

## Soorten
Onderstaande soorten behoren tot dit geslacht:

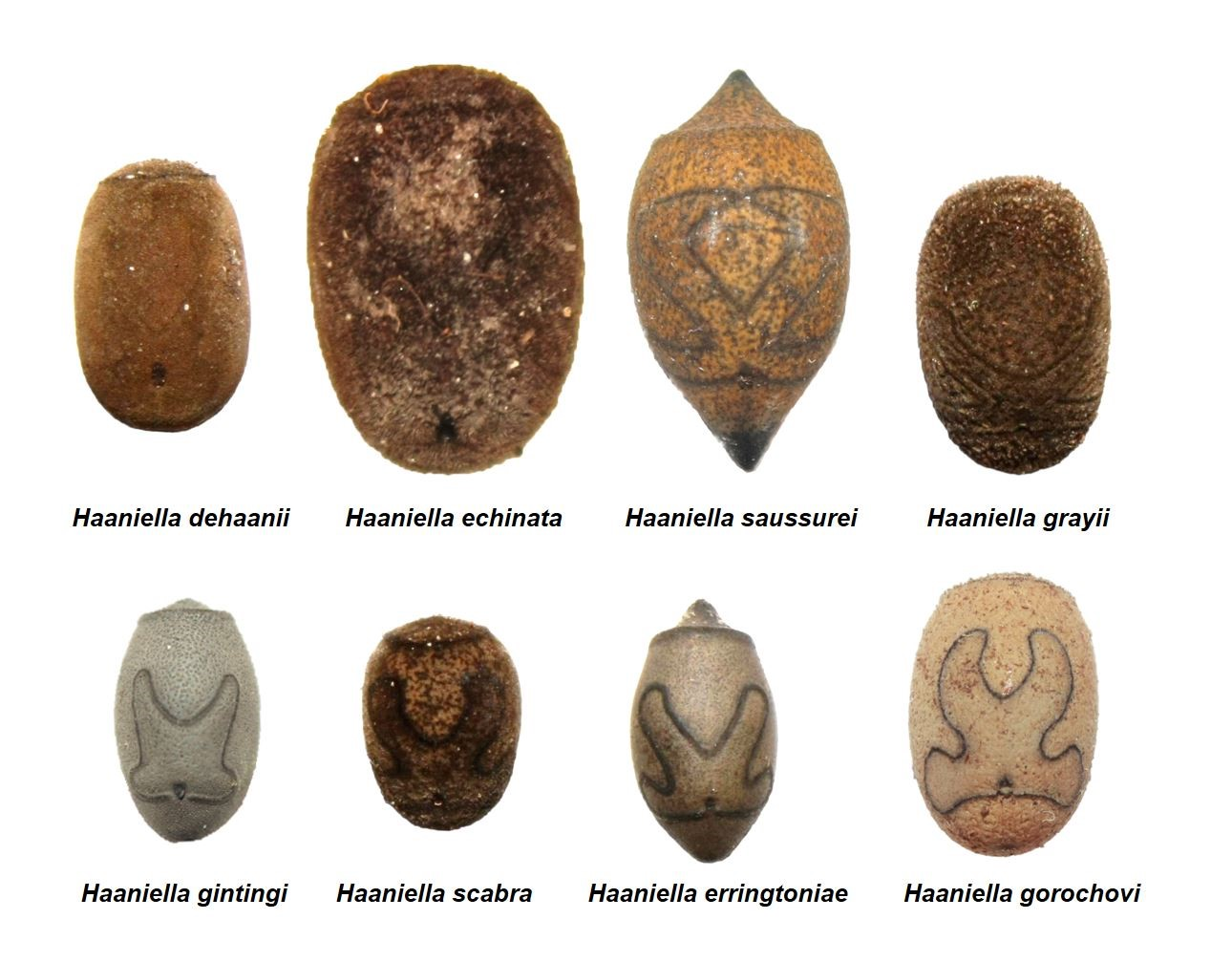
Eitjes van verschillende soorten

- Haaniella dehaanii (PSG: 126)
- Haaniella echinata (PSG: 26)
- Haaniella erringtoniae (PSG: 112)
- Haaniella grayii (PSG: 125)
- Haaniella saussurei (PSG: 177)
- Haaniella scabra (PSG: 70)